# Младежки хълм
Младежкият хълм е най-високото от днешните шест тепета на българския град Пловдив. Надморската му височина (или кота терен) е 307 м. Относителната му височина спрямо средната надморска височина на град Пловдив (164 м) е 143 м. Хълмът се намира в западната част на града.
Хълмът има най-много известни имена сред пловдивските тепета. В древността е наричан Хълм на нимфите дриади. Той е наричан още Джендем тепе (на турски: адски хълм/далечния хълм) или Джендема, поради тогавашната отдалеченост от центъра на града. През османския период е именуван Джин тепе – Хълм на духовете, постепенно променено на Джендем тепе. Наричали го още и Чигдем тепе – Хълм на минзухарите.

## История
В древността на хълма се е намирало тракийско светилище – храм на Аполон Кендресийски и на божества като нимфите Дриади. Има сведения, че огромна статуя на бог Аполон от бронз е стояла на върха на хълма до късната античност. В раннохристиянската епоха там се намирала голяма трикорабна базилика, която е издигната на мястото на разрушената от християните езическа статуя. Базиликата е била обект на изследване от страна на пловдивския археолог доц. д-р Иван Джамбов.
Геоложките аспекти, засягащи състава, начина на формирането, възрастта и структурата на хълма и останалите тепета в Пловдив, са обект на разглеждане през 19-и век още във времето на първите изследователи по нашите земи. През 1878 год. на тепето е поставен руски тригонометричен знак.
През 1948 год. младежки бригади започват да работят по „облагородявато“ на тепето. Настоящето му име е свързана с дейността им.
Заедно с тепетата Данов хълм и Хълм на освободителите, хълмът в цялата си площ е обявен за природна забележителност в началото на 1995 год. Преди това през 1970 год. само 30 дка по южните склонове на Младежкия хълм са обявени за природна забележителност.

## Природни дадености
Хълмът е изграден от вулканична скала сиенит. 
Богатият специфичен растителен и животински свят на Младежкия хълм се дължи до голяма степен на факта, че той не е толкова урбанизиран, както другите тепета.
На хълма се срещат 2-а вида растения, включени в Червената книга на България, и 7 вида редки растения - ендемични за района. Сред тях са четинестата звъника, чашкомехурчестото сграбиче и румелийска жълтуга. Към редките видове се отнасят още игликовата айважива, стрибърниевата айважива, стълбчатото паче гнездо, дребноцветният живовлек и тракийският равнец. Тук растат средиземноморските видове халдрайхова алцеа, хинап, черен бъз, кисел трън, дебелолистна махнолия, юдино дърво, див рожков.
Установени са 79 вида птици. 3 от тях са включени в Червената книга на България, а 44 вида са от европейско природозащитно значение.
Хълмът е защитен през 1970 г. с обявяването на защитена територия "Младежки хълм", която през 1995 г. е разширена по инициатива на сдружение "Зелени Балкани", Пловдив, така че да покрива цялата площ на хълма. 

## Забележителности
По хълма се изкачва теснолинейна атракционна железница - Детска железница Пловдив. Тя е с междурелсие 600 мм, тип дековилно междурелсие. Дължината ѝ е 1 км и 90 м Долната спирка в подножието на хълма се нарича "Пионер", междинната спирка - "Снежанка", а горната спирка във височина носи името "Панорама".
На хълма работи въжена градина с други детски атракциони. 
В подножието на хълма се намират: 
- Детската теснолинейна/дековилна железница
- Възстановка на част от римския акведукт, доставял вода до Филипопол през Античността
- Ректоратът и основният кампус на Медицинския университет
- Факултетът по дентална медицина
- Коматевският транспортен възел